# San Pedro del Pinatar

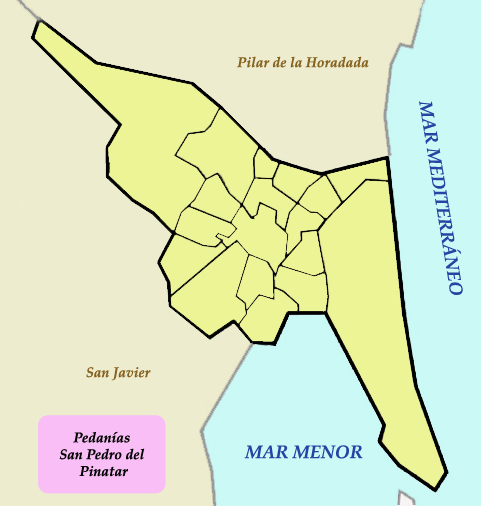
Die Ortsteile (Pedanias) und die Lage zwischen den Meeren von San Pedro

San Pedro del Pinatar ist eine Gemeinde in der Region von Murcia in Spanien mit 28.706 Einwohnern (Stand: 2024).

## Demographie
San Pedro del Pinatar zählt zu den kleineren Städten in der Region von Murcia mit einer Fläche von nur 21,7 km² und einer Bevölkerungsdichte von 1202 Einwohnern pro km². Die Bevölkerung konzentriert sich hauptsächlich auf drei Kerngebiete: San Pedro del Pinatar, Lo Pagán und EL Mojón. Die Entwicklung der Bevölkerung seit dem letzten Jahrhundert spiegelt sich folgendermaßen:
| 1857  | 1877  | 1887  | 1900  | 1910  | 1920  | 1930  | 1940  | 1950  |
| ----- | ----- | ----- | ----- | ----- | ----- | ----- | ----- | ----- |
| 1.650 | 2.012 | 2.306 | 2.647 | 3.061 | 3.259 | 3.299 | 4.261 | 5.006 |

| 1960  | 1970  | 1981  | 1986   | 1991   | 1996   | 2001   | 2006   |
| ----- | ----- | ----- | ------ | ------ | ------ | ------ | ------ |
| 5.436 | 6.520 | 8.959 | 10.902 | 12.221 | 13.644 | 16.269 | 21.234 |

## Geographie

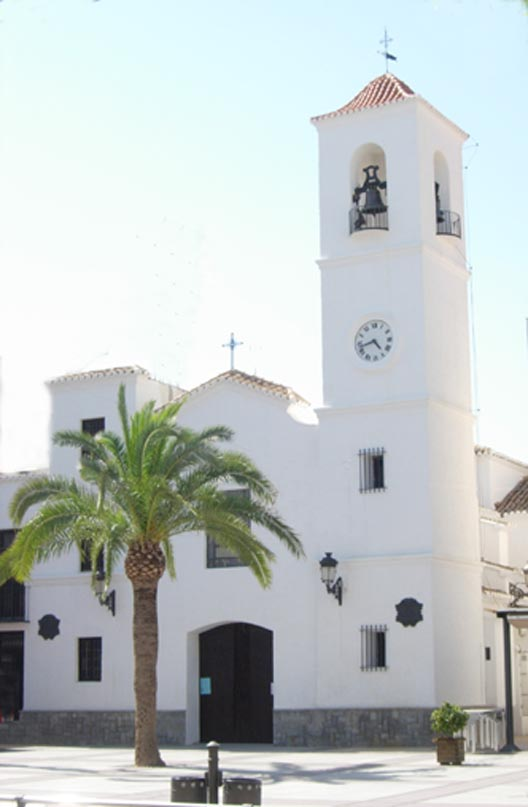
San-Pedro-Kirche

Der Ort grenzt an die Provinz Alicante und ist 49 km von Murcia entfernt. San Pedro Pinatar liegt zwischen dem Mar Menor und dem Mittelmeer. Die angrenzenden Gemeinden sind San Javier und Pilar de la Horadada.
Es handelt sich um eine kleine Halbinsel mit vierzehn Kilometern Küste. Die Strände am Menor-Meer sind:
- Villananitos,
- Puntica und
- Mota.

Am Mittelmeer sind es die Strände
- LLana,
- la Plage des Salines,
- Barraca Quemada und
- Punta de Algas sowie
- Torre Derribada und
- El Mojón.

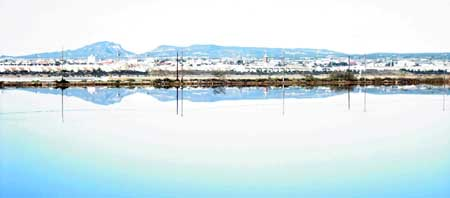
Grenzberg von Escalona in Form einer liegenden Frau

Zwischen EL Mojón und Lo Pagán findet man das 900 Hektar große Feuchtgebiet und die für die Region von Murcia wichtigen Salz- und Sandbänke von San Pedro del Pinatar. In diesem Park sind Albatrosse und Möwen heimisch und er verfügt über bewegliche Dünen mit einer charakteristischen Flora.

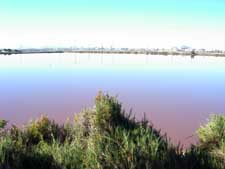
Die rötliche Farbe des Wassers wird durch Bakterien verursacht.

## Klima
Das Klima ist ein trockenes Mittelmeerklima. Die durchschnittlichen Temperaturen bewegen sich zwischen den 17 °C im Winter und 23 °C im Sommer mit etwa 3.000 jährlichen Sonnenstunden. Die Hauptwinde kommen von Nordosten (Levante), von Südwesten (Leveche) und von Westen (Poniente).

## Industrie und andere produktive Sektoren

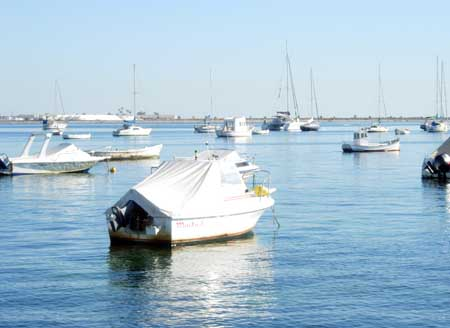
Hafen

Der Ort verfügt nur über eine bescheidene Landwirtschaft aufgrund der geringen Gemeindefläche. Jedoch ist Fischerei und die zugehörigen Industrien vorhanden. Außerdem wird der Dienstleistungsbereich auch im Zuge des zunehmenden Tourismus ausgebaut. Ein kleiner Hafen jeweils am Mittelmeer und am Menormeer dienen dem Transport des gewonnenen Salzes und privaten und sportlichen Anlegestellen.
Die traditionelle Industrie seit der Zeit der Römer sind die bis heute betriebenen Salinen sowie die Trinkwasseraufbereitung durch Entsalzung. Seit 2005 wird durch eine moderne Entsalzungsanlage durch umgekehrte Osmose Trinkwasser produziert, das für den menschlichen Verzehr für das gesamte Küstengebiet bis nach Cartagena bestimmt ist. Seit 2007 ist eine weitere Anlage in Betrieb.

## Geschichte
Die Stadt hat ihren offiziellen Namen im 17. Jahrhundert erhalten. Davor wurde die Ortschaft lediglich „Pinatar“ genannt, was so viel wie Pinienwald bedeutete. Am 16. September 1836 wurde das erste Rathaus errichtet, der erste Bürgermeister hieß José Imbernón Ruíz.

## Festlichkeiten
- Prozessionsparaden in der Semana Santa
- Ende Juni Patronatsfest San Pedro Apostol.
- Am 16. Juli Romería zur Gottesmutter vom Berge Carmel